# Olešnice, Hradec Králové
Olešnice là một làng thuộc huyện Hradec Králové, vùng Královéhradecký, Cộng hòa Séc.